# Apt.
Az Apt. Rosé új-zélandi és dél-koreai énekesnő és Bruno Mars amerikai zenész közös dala, amely a Black Label és az Atlantic Records gondozásában jelent meg 2024. október 18-án, Rosé debütáló stúdióalbumának, a Rosie (2024) első kislemezeként. Az Apt. Rosé első szóló kislemeze volt három év után, és az első kiadványa azóta, hogy 2023-ban kilépett a YG Entertainmenttől és az Interscope Records-tól. A dalt különböző közreműködők írták és komponálták, köztük Rosé és Mars, és Toni Basil 1982-es Mickey című dalának elemeit tartalmazza. Ez egy gyors tempójú pop, pop-rock, pop-punk és new wave szám, melyben indie rock és elektropop hatások is felfedezhetőek. Egy dél-koreai ivós játék inspirálta, a dal refrénje a játék ritmikus kántálása, az apateu (koreaiul: 아파트; szó szerinti fordítása „lakás”; kiejtése [a̠pʰa̠tʰɯ]) köré épül.
A kritikusok elismerően nyilatkoztak az Apt. fülbemászó produkciójáról, széleskörű, kultúrákon átívelő vonzerejéről és a koreai kultúra népszerűsítésében játszott szerepéről világszerte. A dal kereskedelmi sikert aratott, és 12 hétig vezette a Billboard Global 200-as listáját; ez volt Rosé és Mars számára is a második listavezető kislemezük. Az Apt. a 2024-es év leghosszabb ideig listavezető dalává vált a listán. Dél-Koreában 10 héten keresztül állt az első helyen a Circle Digital Charton. Az Apt. volt az első női K-pop szólista dal, amely az ausztrál ARIA Singles Chart élére került, és az első nyugati dal, amely több mint egy évtized óta a Billboard Japan Hot 100 listájának élére került. A dal hatalmas globális sikert aratott, több mint 50 országban, köztük Ausztriában, Belgiumban, Kanadában, Németországban, Indonéziában, Új-Zélandon, Norvégiában, a Fülöp-szigeteken, Svédországban, Svájcban és Tajvanon is a toplisták élére került. Az amerikai Billboard Hot 100-on és az Egyesült Királyság kislemezlistáján a Top 3-ban szerepelt; az első női K-pop dal, amely ezt elérte.
A videóklipet Mars és Daniel Ramos rendezte, és a kislemez megjelenésével egy időben mutatták be a Rosé YouTube-csatornáján. A videóban Rosé és Mars egy garázsbandaként tűnik fel, egymáshoz illő fekete bőrdzsekiben, rózsaszín színű díszletben. A dal számos nézettségi rekordot döntött a YouTube-on, többek között a legrövidebb idő alatt érte el az egymilliárdos nézettséget egy ázsiai előadó klipje esetén. Az Apt. volt továbbá a második leggyorsabb dal és a leggyorsabb K-pop előadó által készített dal, amely elérte az egymilliárd streamelést a Spotify történetében. Rosé a dalt a The Seasons: Lee Young-ji's Rainbow, a BBC Radio 1 Christmas Live Lounge 2024 és a The Tonight Show Starring Jimmy Fallon című műsorokban való fellépésekkel népszerűsítette. A dalt Marssal együtt adta elő a 2024-es MAMA Awards-on, ahol megkapták a Globális Szenzáció díjat.

## Háttér és népszerűsítés
2023. december 29-én Rosé bejelentette, hogy távozik a YG Entertainmenttől a társvállalatához, a The Black Labelhez önálló munkássága miatt, miközben a YG-nél marad, hogy a Blackpink tagjaként folytassa tovább tevékenységét. Távozása előtt Rosé 2021 márciusában kiadta debütáló szóló kislemez albumát, az R-t, melyen az On the Ground és a Gone című dalok szerepeltek. Ezek a kiadványok kereskedelmi sikert arattak.
2024 augusztusában Rosé részt vett Bruno Mars koncertjén Los Angelesben, később pedig megosztott egy képet, amelyen egy Marsot ábrázoló pólót visel. Szeptemberben Rosé a közösségi médián keresztül bejelentette, hogy új globális szólószerződést kötött az Atlantic Records-szal. Október 16-án Rosé egy polaroid képet posztolt, amelyen Mars mellett ül, és elárulta, hogy mutatott neki egy koreai ivós játékot. Mars egy Instagram-sztorit is megosztott, melyben Rosé állítólag aznap este megpróbálta megcsókolni őt, egy potenciális közelgő kiadványt népszerűsítve.
Rosé október 17-én, egy nappal a megjelenés előtt, a közösségi médiában jelentette be a kislemez megjelenését. A bejelentéssel együtt a kislemezborító is napvilágot látott, melyen egy fekete-fehér, rózsaszínű fotó látható Marsról egy dobfelszerelés mögött, Rosé pedig egy fekete bőrdzsekiben és szoknyában hever a díszlet előtt. A megjelenés híre néhány héttel Rosé debütáló stúdióalbumának, a Rosie-nak a bejelentése után érkezett, amely 2024. december 6-án jelent meg.

## Kompozíció és dalszöveg
Az Apt.-t Rosé, Amy Allen, Brody Brown, Philip Lawrence, Theron Thomas (R. City), Rogét Chahayed, Omer Fedi, Cirkut és Mars írta, míg a produceri munkát az utóbbi négy személy végezte; további írói kreditet kapott Nicky Chinn és Mike Chapman Toni Basil 1982-es Mickey című kislemezének interpolációjáért. Az Apt. című számot pop, pop-punk, pop rock, és new wave stílusú, indie rock és elektropop elemeket is tartalmazó számként jellemezték. A dal egy rap versszakkal nyit, átmegy egy „dallamos” előkórusba, és egy energikus refrénre fejlődik, amelyet az Apartment játék kántálása ihletett.

„Az „APT” egyébként a kedvenc koreai ivós játékom, amit otthon játszom a barátaimmal. Olyan egyszerű, mosolyt csal az arcodra, és minden partin feloldja a feszültséget. Egyik este a stúdióban megtanítottam a stábomnak, hogyan kell játszani a játékot. Mindenkit lenyűgözött, különösen, amikor elkezdtem a kántálást, így játszottunk , és azt mondtam, hogy csináljunk belőle egy dalt... és miután Bruno is beszállt a dalba, a többi már történelem lett!”

– Rosé a dal eredetéről.

A számot a népszerű dél-koreai „Apartment” nevű ivós játék ihlette, amelyből a dal címe is származik, és a játék ritmikus kántálását, az apateu-t (koreaiul: 아파트; szó szerint fordítása „lakás”) használja fel egy „játékos” és „addiktív” kórus létrehozásához. A Vogue-nak adott interjújában Rosé elárulta, hogy kezdetben „kicsit megijedt”, hogyan reagálnak majd az emberek egy ivós játékról szóló dalra. Sőt, Rosé „megkérte a csapatát, hogy töröljék a dalt a telefonjaikról”, csakhogy rájött, hogy „máris a megszállottjai lettek”. Később közös munkára hívta Marsot, és három dalt dobott fel neki: Number One Girl, 3am, és Apt., és az utóbbi számot választotta a legjobbnak. Miután meghallgatta a dalokat, Mars megkérdezte, hogy mit jelent az APT. címe, mire Rosé elmagyarázta, hogy a szám egy koreai ivós játékon alapul. Rosé azt is kifejtette, hogy „soha nem gondolta volna, hogy [a kollaboráció] megtörténik”, és „nagyon izgatott”, hogy együtt dolgozhat Marssal. November 8-án Rosé egy kulisszák mögötti videót osztott meg az Instagramon, amelyben visszaemlékezett az Apt. 2023. november 7-ei megírása és felvétele óta eltelt egy évre.

## A kritikusok értékelései
Az Apt. széleskörű elismerést kapott a zenekritikusoktól és a rajongóktól egyaránt. Több kritikus év végi listáján is szerepelt. A kulturális jelenségként elismert számot a Forbes a 2024-es év legnagyobb elismerést kiváltó K-pop dalaként ismerte el. Rhian Daly, az NME munkatársa az ötből öt csillaggal jutalmazta az Apt.-ot, és „egy ragyogó slágernek nevezte, amely játékos energiával pezseg, a lüktető pop-rock ütemtől a függőséget okozó, kántált refrénig”. Irene Kim a Vogue-tól szintén dicsérte a számot, kiemelve a Rosé és Bruno Mars közötti vokális harmóniát, és „pop-punk gyönyörnek” titulálva, amelyet „a rajongókkal együtt fognak kántálni”. A Paper az Apt.-t a heti új dalok körképébe vette fel, és „pimasz, sodró pop-rock számként” jellemezte, amelyet egy „féktelenül szórakoztató, Ting Tings-es videó” kísér. A Billboard felvette a dalt a heti kötelező hallgatási listájára, és úgy méltatta, mint „egy ravasz pop édességet, tele tapsolós refrénekkel”.
A dél-koreai kritikusok is elismerően nyilatkoztak, kiemelve a dal fülbemászó dallamát és ötletes koncepcióját. Jeong Min-jae zenei kritikus kiemelte az „Apt” ismétlődő, énekszerű refrénjét, és megjegyezte, hogy könnyű kiejtése és ritmikus vidámsága miatt vonzó a külföldi hallgatók számára. Jeong kiemelte a dal addiktív jellegét és a fülbemászó refrén hatását, hozzátéve, hogy a dal pop-punk-rock hangulata jól illeszkedik a jelenlegi zenei trendekhez. Úgy vélte, hogy ez segíthet a K-pop zenei tekintélyének növelésében, amely túlmutat az iparági vonzerején. Park Seon-min, a popkultúra kritikusa és a Kyung Hee Egyetem professzora az „Apt.” nemzetközi népszerűségét a fülbemászó szövegnek, az ivós játék témájának és a sztárallűrnek tulajdonítja. Megjegyzi, hogy a dal addiktív dallama, élénk vizuális megjelenése és a koncepciója könnyen átélhető, ami a közönség számára vonzóvá és könnyen élvezhetővé teszi a dalt. Eközben a népszerű zenei kritikus, Jeong Won-seok megjegyezte, hogy maga a dal nem tűnik „frissnek”, mivel olyan számokat juttat eszünkbe, mint a Mickey és a The Ting Tings That’s Not My Name című száma. Ugyanakkor dicsérte, hogy új stílust mutat be, amit ritkán látni a közelmúlt K-popjában, és „jól elkészített popdalnak” nevezte, amely kiemelkedik a szokásos angol nyelvű popslágerek közül.

### Kulturális elemzés
Lim Hee-yoon kritikus megjegyezte, hogy a dal a mindennapi koreai nyelvet globális mémé változtatja, hasonlóan Psy Gentleman-jéhez vagy Suga Daechwita-jához, a Nyugaton szokatlan, egyedi kiejtést használva. Lim Psy és Snoop Dogg Hangover című dalához is hasonlította, hangsúlyozva, hogy a koreai művészek globális befolyását tükrözi. A dalt úgy jellemezte, hogy erős hookkal, ’80-as évekbeli hangulattal és a modern zenekari zenére emlékeztető dallammenettel rendelkezik. Kim Do-heon, popzenei kritikus kiemelte, hogy a számba ivós játékot építettek be, és megjegyezte, hogy míg Rosé általában „felső kategóriás” karizmát sugároz, ez az együttműködés egy sokkal közelebbi és vidámabb oldalát mutatja meg, ami jól hangzik a rajongók körében.
Lim Jin-mo zenekritikus dicsérte a dal addiktív jellegét, ami a popzene kulcsfontosságú eleme, és megjegyezte, hogy a dal a koreai kultúra szórakoztató aspektusait ötvözi Bruno Mars globális vonzerejével. Sikeres „glokális” fúziónak nevezte – egy olyan szó, amely a globális és a helyi hatásokat ötvözi. Az YTN rádióban Lee Dae-hwa popzenei kritikus dicsérte a dal fülbemászó jellegét, és a múltbeli addiktív „hook songokhoz” hasonlította, mint például Son Dam-bi Crazy és a Girls’ Generation Gee című dala. Hangsúlyozta, hogy a rövid, ismétlődő hookok elengedhetetlenek a könnyűzenében, különösen a dance számokban. A dal átélhető elemei és a klipben szereplő koreai ivós játék nemzetközi érdeklődést váltott ki a koreai kultúra iránt. Dae-hwa az Apt.-t Psy Gangnam Style-jához is hasonlította, megjegyezve, hogy bár mindkettő kulturális elemeket használ fel a népszerűség érdekében, az Apt.-t fülbemászó dallama és kortárs aktualitása emeli ki.
Egy másik popkultúra-kritikus, Jeong Deok-hyeon megjegyezte, hogy a K-popot nemzetközileg inkább szubkultúra-vezetőnek tekintik, mint mainstreamnek, és dicsérte az Apt.-ot a koreai elemek stratégiai használata miatt, mint például az „apartment” szó ismétlése és egy klipjelenet, amelyben Mars a dél-koreai zászlót, a Taegeukgi-t lengette, ami jól rezonál a K-pop rajongók „kisebbségi érzések” iránti győzelmeire. Egy másik kritikus, Kim Kyo-seok megjegyezte, hogy az Apt. inkább mémek által vezérelt rövid formátumú tartalomként fogyasztható, ami a mai „mémek korát” tükrözi. Hozzátette, hogy a Taegeukgi-t lengető és „geonbae”-t (éljenzés) kiáltó Mars a koreai kultúra globális vonzerejének erőteljes szimbóluma.
Seo Kyung-deok, a Sungshin Női Egyetem professzora dicsérte az Apt.-ot a koreai kultúra globális népszerűsítéséért. Kiemelte a klip olyan pillanatait, mint a „geonbae”-t kiáltó Mars és Rosé éneklése, és megjegyezte, hogy az olyan koreai tárgyak, mint a szomek, „Korea egyik reprezentatív ivókultúrája, széles körben megismertetik az emberekkel szerte a világon”, ami növeli a nemzetközi érdeklődést a koreai kultúra iránt. Hasonlóképpen, Chung Deok-hyun kulturális kritikus kiemelte az Apt.-ot, amely a koreai kultúrát és a popzenét ötvözi, az amerikai producerek pedig globális vonzerőt adnak hozzá. Szerinte ez mérföldkő a K-pop számára, amely megmutatja, hogy az olyan művészek, mint Rosé, hogyan tudják összekapcsolni a K-popot a globális zenei piaccal.
Hideki Noma japán író, a Tokyo University of Foreign Studies egykori professzora kiemelte a dal egyedülálló vonzerejét, és a „többnyelvűség győzelmének” nevezte, mivel az angol, a koreai, a nyugati pop és a koreai játékszlogenek keveréke. A Hankook Ilbo című lapnak adott interjújában méltatta, hogy a dal az angol és a koreai nyelv keveredésével növeli a nyelvi vonzerőt anélkül, hogy a hagyományos történetmesélésre támaszkodna. Azt is megjegyezte, hogy az ismétlődő koreai aspirált „ㅍ” (p) és „ㅌ” (t) hangok ritmust és bájt adnak az „apartment” szónak, lehetővé téve a nem koreaiul beszélők számára, hogy értékeljék a hangzást, „miközben a szó jelentése egy kis rejtély marad”.

### Év végi listák
| Kiadvány            | Lista                                               | Helyezés | For.   |
| ------------------- | --------------------------------------------------- | -------- | ------ |
| Billboard           | Staff List: A 100 legjobb dal 2024-ben              | 56       | [ 34 ] |
| Consequence         | 2024 200 legjobb dala                               | 166      | [ 35 ] |
| Dazed               | Az 50 legjobb K-pop szám 2024-ben                   | –        | [ 36 ] |
| NME                 | A 2024-es év 50 legjobb dala                        | 14       | [ 37 ] |
| NME                 | A 25 legjobb K-pop dal 2024-ben                     | 2        | [ 38 ] |
| Paste               | A 100 legjobb dal 2024-ben                          | 87       | [ 39 ] |
| Paste               | A 20 legjobb K-Pop dal 2024-ben                     | 3        | [ 40 ] |
| Rolling Stone       | Rob Sheffield Top 25 dala 2024-ben                  | 23       | [ 14 ] |
| Rolling Stone       | A 100 legjobb dal 2024-ben                          | 21       | [ 41 ] |
| Rolling Stone Korea | 2024 Ranking: Musicians on Musicians                | –        | [ 42 ] |
| Stereogum           | A Top 40 popdal 2024-ben                            | 35       | [ 43 ] |
| Teen Vogue          | 2024 legjobb K-pop dalai a K-pop dalszerzők szerint | –        | [ 44 ] |
| Uproxx              | 2024 legjobb dalai                                  | –        | [ 45 ] |
| USA Today           | 2024 10 legjobb dala                                | 9        | [ 46 ] |

## Hatása
Az Apt. lett az év dala a Gallup Korea dél-koreai kutatócég éves nyilvános felmérése szerint, amelyet 2024-ben végeztek a 40 év alatti válaszadók körében. Globálisan a második legtöbbet keresett dal volt a Google-on 2024-ben. A 2024-es dél-koreai hadiállapot-válságban protest songként is használták. A dal hatására a HiteJinro részvényei 6%-kal 21 200 wonra emelkedtek, a kereskedési volumen pedig meghaladta az 1 millió darabot. A befektetők optimisták a további nyereséggel kapcsolatban, a vállalat egyik tisztviselője pedig megjegyezte, hogy a szomek globális témává válhat Rosé hatására. Megjegyezte: „Rosé a koreai játékkultúrát zenévé tette, megmutatva, hogyan kell szomeket készíteni, ami reményeink szerint nemzetközi érdeklődést vált ki a koreai soju iránt”. A HiteJinro bejelentette, hogy Rosé zenei videójához és a soju oktatóanyagaihoz kapcsolódó közösségi média marketingstratégiákat vizsgálnak, hogy a lassú hazai eladások közepette fokozzák az exportot. Emellett a YG Plus részvényei hat kereskedési nap alatt 157,8%-ot emelkedtek, ami abból származik, hogy a The Black Label alatt Rosé szóló munkáinak forgalmazását intézi. Lim Su-jin, a Daishin Securities elemzője szerint az Apt. című dal növelte a befektetők bizalmát a szórakoztatóiparban, mivel megmutatta, hogy a K-pop még mindig népszerű a Nyugati országokban.
Emellett a dalnak tulajdonítják Yoon Soo-il 1982-es slágere, az Apartment (아파트) iránti érdeklődés felélénkülését, amely a Genie Musicon 190%-os streaming-növekedést ért el Rosé és Bruno Mars duettjének megjelenését követően. A Yonhap News-nak adott telefonos interjújában Yoon háláját fejezte ki az újbóli felelevenítésért, kijelentve: „Hálás vagyok, hogy Rosé és Bruno Mars újjáépítette a dalom”. Megjegyezte továbbá a népszerű mixek pozitív fogadtatását, és kiemelte a fülbemászó „apateu apateu” sort.

## Elismerések
Az Apt. nyolc első helyezést ért el a dél-koreai zenei műsorokban. Emellett három heti Melon Popularity Awards-ot is nyert október 28-án, november 4-én és 2024. november 18-án. A dal sikere miatt Rosé és Mars is megkapta a Globális Szenzáció díjat a 2024-es MAMA Awardson.
| Szervezet, esemény           | Év   | Kategória                                   | Eredmény | For.   |
| ---------------------------- | ---- | ------------------------------------------- | -------- | ------ |
| American Music Awards        | 2025 | Az év együttműködése                        | Jelölve  | [ 59 ] |
| Asia Artist Awards           | 2024 | Az év dala                                  | Elnyerte | [ 60 ] |
| Asian Pop Music Awards       | 2024 | A legjobb együttműködés (tengerentúl)       | Elnyerte | [ 61 ] |
| Asian Pop Music Awards       | 2024 | Az év 20 legjobb dala (tengerentúl)         | Elnyerte | [ 62 ] |
| Asian Pop Music Awards       | 2024 | Az év dala (tengerentúl)                    | Jelölve  | [ 63 ] |
| iHeartRadio Music Awards     | 2025 | A legjobb videóklip                         | Jelölve  | [ 64 ] |
| Japan Gold Disc Awards       | 2025 | Az év dala streaming alapján (Nyugati)      | Elnyerte | [ 65 ] |
| Korean Music Awards          | 2025 | A legjobb K-pop dal                         | Jelölve  | [ 66 ] |
| Korean Music Awards          | 2025 | Az év dala                                  | Jelölve  | [ 67 ] |
| MTV Video Music Awards Japan | 2025 | A legjobb együttműködési videó (nemzetközi) | Elnyerte | [ 68 ] |
| MTV Video Music Awards Japan | 2025 | Az év videóklip                             | Jelölve  | [ 69 ] |
| Music Awards Japan           | 2025 | Legjobb nemzetközi popdal Japánban          | Elnyerte | [ 70 ] |
| Music Awards Japan           | 2025 | A hallgatók legjobbja: nemzetközi dal       | Jelölve  | [ 70 ] |
| Music Awards Japan           | 2025 | Az év dala                                  | Jelölve  | [ 70 ] |
| NetEase Cloud Music Awards   | 2024 | Az év legjobb kollaboratív kislemeze        | Elnyerte | [ 71 ] |
| Philippine K-pop Awards      | 2024 | Az év legjobb együttműködése                | Elnyerte | [ 72 ] |

| Év   | Szervezet              | Elismerés                                                                               | For.   |
| ---- | ---------------------- | --------------------------------------------------------------------------------------- | ------ |
| 2024 | Guinness World Records | Az első K-pop előadó, aki az Apple Music Top 100: Global listájának első helyére került | [ 73 ] |
| 2025 | Guinness World Records | Az első női K-pop előadó, aki bekerült a Billboard Radio Songs Top 10-be                | [ 73 ] |

| Program          | Dátum      | For.   |
| ---------------- | ---------- | ------ |
| Inkigayo         | 2024.10.27 | [ 74 ] |
| Inkigayo         | 2024.11.03 | [ 75 ] |
| Inkigayo         | 2024.11.10 | [ 76 ] |
| M Countdown      | 2024.10.24 | [ 77 ] |
| Show! Music Core | 2024.11.02 | [ 78 ] |
| Show! Music Core | 2024.11.09 | [ 79 ] |
| Show! Music Core | 2024.11.16 | [ 80 ] |
| Music Bank       | 2025.01.03 | [ 81 ] |

## Kereskedelmi teljesítmény

### Globális
Az Apt. a megjelenés után kereskedelmi siker lett az Egyesült Államokban és világszerte egyaránt, a Spotify globális és amerikai napi streaming listáinak élére került. A dal a megjelenését követő hét napon belül meghaladta a 100 millió streamelést a Spotify-on, ezzel a leggyorsabb rekordot állította fel egy K-pop női szólóelőadó, és a második leggyorsabbat bármelyik K-pop énekes esetében. A dal 2025. január 26-án érte el az egymilliárd streamelést a platformon, pontosan 100 nappal a megjelenése óta. Ezzel Lady Gaga és Mars Die with a Smile című dala (2024) után a második leggyorsabban lépte át ezt a határt a történelemben. A K-pop előadók körében új rekordot állított fel, miután rekord gyorsasággal érte el az egymilliárd streamelést; korábban ezt a rekordot Jungkook Seven (2023) című dala tartotta Latto közreműködésével.
Az Apt. a Billboard Global 200 és a Global Excl. US listán is az első helyen debütált, ami Rosé és Mars második első helyezett kislemeze mindkét listán Rosé On the Ground (2021) és Mars Die with a Smile című dala után. Rosé lett a Blackpink első tagja, aki szólistaként több number-one dalt is elért, megelőzve Jennie és Lisa egy-egy számát az utóbbi listán. A Global 200-on az Apt. 224,5 millió streamelést és 29 000 eladást ért el világszerte október 18. és 24. között, és a második legnagyobb streamelési hetet tudhatta magáénak a chart történetében a BTS Butter (2021) című dala mögött. Megelőzte Jungkook Seven-jét és a Blackpink Pink Venom-ját (2022), és ezzel elérte a legnagyobb streaming hetet egy szóló előadó és egy K-pop női előadó történetében. A Global Excl. US-on a dal az első helyen debütált 200 millió streameléssel és 21 000 eladott példányszámmal az USA-n kívül az első héten. Az Apt. második hetét is az első helyen töltötte a Billboard Global 200 és a Global Excl. US listán, és az első olyan dal lett az előbbi lista történetében, amely több héten keresztül 200 millió streamelés felett teljesített világszerte. A Global 200-as listán 207,5 millió streamelést és 17 000 eladott példányt ért el világszerte a második héten, és ezzel minden idők hatodik legnagyobb streamelési hetét tudhatja magáénak, míg a Global Excl. US listán 187 millió streamelést és 12 000 eladott példányt szerzett az Egyesült Államokon kívül. A dal kilenc egymást követő héten át vezette mindkét listát, és a 2024-ben megjelent dalok közül a tíz legjobb globális streaming-hétből kilencet magáénak tudhatott. Ennek eredményeképpen a Global 200-as listán a 2024-es év leghosszabb ideig első helyen álló dala lett, megelőzve a Die with a Smile nyolc hetes uralkodását. A Global Excl. US listán is ez lett a 2024-es év leghosszabb ideig listavezető dala, megelőzve a Die with a Smile, Benson Boone Beautiful Things és Sabrina Carpenter Espresso című dalának nyolchetes uralkodását. A dal összesen 12 nem egymást követő héten át volt a Global 200-as lista első helyén, és ezzel a negyedik leghosszabb ideig listavezető sláger lett a lista történetében. A Global Excl. US listán is összesen 19 nem egymást követő hetet töltött az első helyen, ezzel megelőzte Mariah Carey All I Want for Christmas Is You című dalát, mint a lista történetének leghosszabb ideig első helyen álló slágere. Az Apt. a 17. legkelendőbb globális kislemez volt 2024-ben, a Nemzetközi Hanglemezipari Szövetség (IFPI) szerint egymilliárd előfizetési stream-egyenértéket gyűjtött világszerte.

### Ázsia
Dél-Koreában az iChart október 27-én jelentette be, hogy az Apt. perfect all-killt ért el, ami azt jelenti, hogy egyszerre lett első az ország összes valós idejű, napi és heti listáján. Ez volt az első alkalom, hogy Rosé elérte ezt a bravúrt a Blackpinken kívül, és ő lett az első K-pop szólista az évtizedben, aki szólóban és csoportként is elérte ezt a mérföldkövet. A dal a Circle Digital Chart 17. helyén debütált kevesebb mint két napos méréssel, és a következő héten az első helyen tetőzött. Az Apt. hat egymást követő héten át, összességében pedig tíz héten át vezette a listát. Japánban a dal a Billboard Japan Hot 100 lista első helyét érte el 2024. november 20-án, és több mint 11 év óta az első Nyugati dal lett, amely a lista élére került a The Wanted Glad You Came című dala óta 2013-ban, valamint összességében az ötödik. Három egymást követő hetet töltött az első helyen, összességében pedig négyet, és ez lett az első Nyugati dal, amely több egymást követő héten is az első helyen végzett. Az Apt. lett továbbá három év óta az első nem japán előadó dala, amely két egymást követő hetet töltött a japán Oricon Streaming Chart élén, ezt a bravúrt legutóbb a BTS érte el a Permission to Dance-szel 2021-ben.

### Óceánia
Új-Zélandon az Apt. az új-zélandi kislemezlista élén debütált, ezzel Rosé első listavezetője lett szülőhazájában, valamint Mars számára a hatodik. Ausztráliában, ahol Rosé felnőtt, a dal az ARIA Singles Chart első helyén debütált, így Rose lett az első szóló K-pop előadó, aki Psy Gangnam Style (2012) óta a lista élén végzett. Ő lett az első női K-pop szóló előadó, aki valaha is a lista élére került, mivel korábban a Blackpink tagjaként is vezette a listát a Pink Venom című számmal 2022-ben. Mars számára az Apt. lett a negyedik number one slágere Ausztráliában a 2010-es Just The Way You Are és a Grenade, valamint a 2014-es Mark Ronsonnal közös Uptown Funk után. Az Apt. az első három hetét listavezető pozícióban töltötte, ami az első alkalom, hogy egy koreai szólóelőadó vagy csoport több hetet is a csúcson töltött a Gangnam Style óta. Azóta összesen tizennégy nem egymást követő héten át vezette a listát. Ezzel az Apt. lett Mars leghosszabb ideig listavezető kislemeze a listán, megelőzve az Uptown Funk által elért hat hetet. Emellett a 2024-ben megjelent leghosszabb ideig listavezető dal lett, megelőzve Sabrina Carpenter Taste című dalának nyolc hetes uralkodását, és a leghosszabb ideig listavezető duett lett Elton John és Dua Lipa Cold Heart (Pnau remix) című dala (2021) óta.

### Észak-Amerika
Az Egyesült Államokban az Apt. a debütálás napján 3,57 millió streamet szerzett, majd a következő három nap mindegyikén napi 3 millió streamet, ami összesen 13,32 millió streamet jelentett a megjelenés első négy napján. Emellett 5700 letöltést is értékesített az Egyesült Államokban a nyitó négy nap alatt. A dal végül a Billboard Hot 100 nyolcadik helyén debütált 25 millió streameléssel, 3,2 milliós rádiós hallgatottsággal és 14 000 eladott példányszámmal az Egyesült Államokban, és ezzel Rosé első, illetve Mars huszadik Top 10-es slágere lett az országban. Rosé lett az első K-pop női előadó, aki bejutott a top tízbe, megelőzve csoportja, a Blackpink 13. helyezett csúcsát az Ice Cream-mel (2020), és csatlakozott Psy, a BTS, Jimin és Jungkook mellé, mint az egyetlen K-pop előadók, akik a történelem során bejutottak a top tízbe. 2025. január 11-én a dal 19,7 millió streameléssel, 30,6 milliós hallgatottsággal és 6000 eladott példányszámmal újra a top tízbe került az ötödik helyen, így Rosé lett az első női K-pop előadó, aki bekerült a Top 5-be. Az ötödik helyen töltött három hét után az Apt. február 1-jén új csúcsra, a Hot 100-as lista harmadik helyére emelkedett, és két hétig tartotta csúcsát. A harmadik helyre való feljutás azt eredményezte, hogy a dal egyúttal a Billboard Pop Airplay chartjának élére is felkerült, és ezzel K-pop előadó első olyan dala lett, amely ezt a bravúrt elérte. Ez lett továbbá a második olyan K-pop szólista dal, amely a Gangnam Style ötödik helyezése után a top tízbe került, valamint összességében az ötödik a K-pop előadók körében.
A Digital Song Sales charton a dal január 25-én 6000 eladott darabbal az első helyen végzett, és ezzel Rosé első, Mars tizenegyedik number one-ja lett. Rosé lett az első női K-pop előadó, aki a toplista élére került, míg Mars a kilencedik legtöbb első helyezett dalt tudhatta magáénak.
Kanadában az Apt. a második helyen debütált a Billboard Canadian Hot 100-as listáján, ami magasabb csúcsot jelent, mint bármelyik Blackpink kislemez. A 18. héten az Apt. az első helyre került, így Rosé lett az első női K-pop előadó, aki a listát vezette. Mielőtt a dal elérte az első helyet, kilenc nem egymást követő héten keresztül a második helyen állt.

### Egyéb
Írországban a dal a kilencedik helyen debütált az ír kislemezlistán, ami Rosé első top tízes kislemezét jelentette a listán. Később a tizenegyedik héten a harmadik helyre emelkedett, és hat egymást követő héten keresztül tartotta ezt a pozíciót. Az Egyesült Királyságban a dal a negyedik helyen debütált a UK Singles Charton, ezzel Rosé lett az első női K-pop szólista, aki top tízes kislemezt szerzett a listán. A következő héten az Apt. új csúcsra, a második helyre emelkedett. Brazíliában a dal a Billboard Brasil Hot 100-as listáján a hetedik helyen debütált.

## Videóklip
A Mars és Daniel Ramos által közösen rendezett klip a kislemezzel együtt jelent meg 2024. október 18-án. A videóban Rosé és Mars egy garázsbandára emlékeztető előadást mutat be, a két énekes felváltva dobol és énekel, egymáshoz illő fekete bőrdzsekiben, egy rózsaszín díszletben. A videó során a duó táncolni és a címadó játékot játszani látható, valamint Mars Taegeukgi-zászlókat lenget, és Rosé váratlan csókjától „zavarba jön”. 2024. október 30-án a klip 11 nap és 22 óra alatt átlépte a 200 milliós nézettséget a YouTube-on, ezzel rekordot állított fel, mint a leggyorsabban ezt a mérföldkövet elérő női K-pop szólóelőadó videója. December 5-én pedig megdöntötte a leggyorsabban 500 millió megtekintést elérő K-pop előadó rekordját a platformon. A klip aztán 2025. január 31-én, 105 nappal a megjelenése után átlépte az egymilliárdos nézettséget, ezzel összességében az ötödik leggyorsabb videó lett, és a leggyorsabb K-pop előadó klipje, amely elérte ezt a mérföldkövet, megdöntve a korábban Psy Gangnam Style-ja által felállított 158 napos rekordot.
A The Korea Times riportere, Yang Seung-jun kiemelte a klip egyedi megközelítését, és megjegyezte, hogy Rosé kulcsszerepet játszott a kreatív irányvonal meghatározásában Daniel Ramos rendezővel együtt. A produkció egy könnyed, „táncolj és játssz kategóriás” koncepciót követett, szándékosan eltávolodva a hagyományos K-pop klipek jellemzőitől. Hiányzott a műfajt gyakran meghatározó, kidolgozott „történetmesélés, hibátlan koreográfia és robbanékony, nagy energiájú hangzás”. Ehelyett a klip a „K-pop popzenei dallá válását” mutatta be, amit Yang a Rosé és Mars közötti lenyűgöző összhang mögött álló titokként azonosított.

## Élő előadások
Rosé és Mars az Apt.-t először élőben a 2024-es MAMA díjátadón adták elő, Oszakában, 2024. november 22-én. Az előre felvett előadáson, amelyet egy élő zenekar kísért, a páros egyforma öltönyökben volt látható, miközben játékos koreográfiát adtak elő. Rosé később Lee Young-ji-vel együtt adta elő a dalt a The Seasons: Lee Young-ji's Rainbow című műsor november 29-én sugárzott epizódjában. December 3-án a dalt, valamint a Wham! Last Christmas című dalának feldolgozását adta elő a BBC Radio 1 Christmas Live Lounge 2024 című műsorában. Ezen kívül december 11-én a The Tonight Show Starring Jimmy Fallon című műsorban előadott egy egyveleget a dalból és a Toxic Till the End-ből.
2025. január 23-án a párizsi La Défense Arénában megrendezett Gala des Pièces Jaunes 2025 gálán Rosé három dalt adott elő: Stay a Little Longer, Toxic Till the End és Apt. című dalokat. Később a január 26-án a Saitama Super Arénában megrendezett GMO Sonic 2025 japán zenei fesztiválon különleges vendégként hat dalt adott elő, amelyet az Apt.-vel fejezett be. Április 22-én és 25-én Rosé a Coldplay együttes Music of the Spheres World Tour koncertjeinek vendégeként adta elő a dalt a Goyang Stadionban az együttessel együtt.

## Közreműködők
Közreműködők listája a CD-füzet alapján.
Felvétel
- Felvétel a Glenwood Place Recordingban (Burbank, Kalifornia)
- Hangkeverés a MixStar Studios-ban (Virginia Beach, Virginia)
- Maszterelés a Sterling Soundban (New York City)

Közreműködők
- Rosé – vokál, dalszerző
- Bruno Mars – vokál, dalszerző, producer
- Omer Fedi – dalszerző, producer
- Cirkut – dalszerző, producer
- Rogét Chahayed – dalszerző, producer
- Amy Allen – dalszerző
- Christopher "Brody" Brown – dalszerző
- Philip Lawrence – dalszerző
- Theron Thomas – dalszerző
- Michael Chapman – dalszerző
- Nicholas Chinn – dalszerző
- Charles Moniz – hangmérnök
- Julian Vasquez – hangmérnök
- Alex Resoagli – hangmérnök asszisztens
- Robert Palma – hangmérnök asszisztens
- Serban Ghenea – keverő hangmérnök
- Bryce Bordone – hangkeverő asszisztens
- Chris Gehringer – maszterelő hangmérnök

## Helyezések
| Lista (2024–2025)                                    | Legjobb helyezés |
| ---------------------------------------------------- | ---------------- |
| Argentina (Argentina Hot 100)                        | 14               |
| Ausztrália (ARIA)                                    | 1                |
| Ausztria (Ö3 Austria Top 40)                         | 1                |
| Belgium (Ultratop 50 Flanders)                       | 1                |
| Belgium (Ultratop 50 Wallonia)                       | 1                |
| Bolívia (Billboard)                                  | 4                |
| Brazília (Brasil Hot 100)                            | 7                |
| Bulgária Airplay (PROPHON)                           | 1                |
| Chile (Billboard)                                    | 8                |
| Costa Rica (FONOTICA)                                | 9                |
| Csehország (Rádio – Top 100)                         | 1                |
| Csehország (Singles Digitál Top 100)                 | 3                |
| Dánia (Tracklisten)                                  | 6                |
| Dél-Afrika (TOSAC)                                   | 1                |
| Dél-Korea (Circle)                                   | 1                |
| Dominikai Köztársaság Anglo Airplay (Monitor Latino) | 1                |
| Ecuador (Billboard)                                  | 14               |
| Egyesült Arab Emírségek (IFPI)                       | 1                |
| Egyesült Királyság (UK Singles Chart)                | 2                |
| Egyiptom (IFPI)                                      | 6                |
| Észak-Afrika (IFPI)                                  | 4                |
| Észtország Airplay (TopHit)                          | 1                |
| Fehéroroszország Airplay (TopHit)                    | 2                |
| Finnország (Suomen virallinen lista)                 | 15               |
| Franciaország (SNEP)                                 | 2                |
| Független Államok Közössége Airplay (TopHit)         | 1                |
| Fülöp-szigetek (Philippines Hot 100)                 | 1                |
| Global 200 (Billboard)                               | 1                |
| Görögország International (IFPI)                     | 2                |
| Guatemala Anglo Airplay (Monitor Latino)             | 1                |
| Hollandia (Top 40)                                   | 1                |
| Hollandia (Single Top 100)                           | 3                |
| Honduras Anglo Airplay (Monitor Latino)              | 1                |
| Hongkong (Billboard)                                 | 1                |
| Horvátország International Airplay (Top lista)       | 3                |
| India International (IMI)                            | 1                |
| Indonézia (ASIRI)                                    | 1                |
| Írország (IRMA)                                      | 3                |
| Izland (Tónlistinn)                                  | 1                |
| Japán (Billboard Japan Hot 100)                      | 1                |
| Japán Combined Singles (Oricon)                      | 1                |
| Kanada (Canadian Hot 100)                            | 1                |
| Kanada All-Format Airplay (Billboard)                | 2                |
| Kanada AC (Billboard)                                | 7                |
| Kanada CHR/Top 40 (Billboard)                        | 1                |
| Kanada Hot AC (Billboard)                            | 1                |
| Kazahsztán Airplay (TopHit)                          | 1                |
| Kolumbia Anglo Airplay (Monitor Latino)              | 1                |
| Közel-Kelet és Észak-Afrika (IFPI)                   | 1                |
| Közép-Amerika + Karib-térség (FONOTICA)              | 7                |
| Lengyelország (Polish Streaming Top 100)             | 3                |
| Lengyelország (Polish Airplay Top 100)               | 1                |
| Lettország (LaIPA)                                   | 2                |
| Libanon Airplay (Lebanese Top 20)                    | 2                |
| Litvánia (AGATA)                                     | 5                |
| Luxemburg (Billboard)                                | 1                |
| Magyarország (Single Top 40)                         | 5                |
| Malajzia International (RIM)                         | 1                |
| Mexikó (Billboard)                                   | 24               |
| Moldova Airplay (TopHit)                             | 1                |
| Németország (GfK)                                    | 1                |
| Nicaragua Airplay (Monitor Latino)                   | 13               |
| Nigéria (TurnTable Top 100)                          | 21               |
| Norvégia (VG-lista)                                  | 1                |
| Olaszország (FIMI)                                   | 8                |
| Oroszország Airplay (TopHit)                         | 1                |
| Panama (PRODUCE)                                     | 4                |
| Paraguay Anglo Airplay (Monitor Latino)              | 1                |
| Peru (Billboard)                                     | 2                |
| Portugália (AFP)                                     | 6                |
| Puerto Rico Anglo Airplay (Monitor Latino)           | 1                |
| Románia (Romanian Radio Airplay)                     | 1                |
| Románia (Romania TV Airplay)                         | 1                |
| Salvador (ASAP EGC)                                  | 5                |
| Spanyolország (PROMUSICAE)                           | 12               |
| Svájc (Schweizer Hitparade)                          | 1                |
| Svédország (Sverigetopplistan)                       | 1                |
| Szaúd-Arábia (IFPI)                                  | 2                |
| Szingapúr (RIAS)                                     | 1                |
| Szlovákia (Rádio Top 100)                            | 5                |
| Szlovákia (Singles Digitál Top 100)                  | 2                |
| Tajvan (Billboard)                                   | 1                |
| Thaiföld (IFPI)                                      | 10               |
| Új-Zéland (Recorded Music NZ)                        | 1                |
| Ukrajna Airplay (TopHit)                             | 1                |
| Uruguay Anglo Airplay (Monitor Latino)               | 1                |
| US Billboard Hot 100                                 | 3                |
| US Adult Contemporary (Billboard)                    | 16               |
| US Adult Top 40 (Billboard)                          | 2                |
| US Dance/Mix Show Airplay (Billboard)                | 13               |
| US Latin Airplay (Billboard)                         | 45               |
| US Mainstream Top 40 (Billboard)                     | 1                |
| US Rhythmic (Billboard)                              | 35               |
| Venezuela (Record Report)                            | 1                |
| Vietnám (IFPI)                                       | 7                |

| Lista (2024–2025)                 | Legjobb helyezés |
| --------------------------------- | ---------------- |
| CIS Airplay (TopHit)              | 1                |
| Csehország (Rádio Top 100)        | 19               |
| Dél-Korea (Circle)                | 1                |
| Észtország Airplay (TopHit)       | 2                |
| Fehéroroszország Airplay (TopHit) | 3                |
| Kazahsztán Airplay (TopHit)       | 1                |
| Lettország Airplay (TopHit)       | 4                |
| Litvánia Airplay (TopHit)         | 1                |
| Moldova Airplay (TopHit)          | 2                |
| Oroszország Airplay (TopHit)      | 1                |
| Románia Airplay (TopHit)          | 1                |
| Szlovákia (Rádio Top 100)         | 5                |
| Ukrajna Airplay (TopHit)          | 1                |

| Lista (2024)                         | Helyezés |
| ------------------------------------ | -------- |
| Ausztrália (ARIA)                    | 58       |
| Ausztria (Ö3 Austria Top 40)         | 61       |
| CIS Airplay (TopHit)                 | 62       |
| Dél-Korea (Circle)                   | 25       |
| Észtország Airplay (TopHit)          | 199      |
| Fülöp-szigetek (Philippines Hot 100) | 42       |
| Globális Kislemezek (IFPI)           | 17       |
| Hollandia (Dutch Top 40)             | 78       |
| Oroszország Airplay (TopHit)         | 100      |
| Svájc (Schweizer Hitparade)          | 97       |

## Minősítések
| Régió | Minősítés  | Eladott példányszám |
| --- | ---------- | ------------------- |
| Ausztrália (ARIA) | 8× platina | 560 000‡            |
| Ausztria (IFPI Austria)                                                                                                 | platina    | 30 000‡             |
| Kanada (Music Canada)                                                                                                   | 5× platina | 400 000‡            |
| Dánia (IFPI Denmark) | platina    | 90 000‡             |
| Franciaország (SNEP) | gyémánt    | 333 333‡            |
| Új-Zéland (RMNZ) | 3× platina | 90 000‡             |
| Japán (RIAJ) | arany      | 100 000*            |
| Kanada (Music Canada)                                                                                                   | 5× platina | 400 000‡            |
| Lengyelország (ZPAV) | 3× platina | 375 000‡            |
| Olaszország (FIMI) | platina    | 200 000‡            |
| Németország (BVMI) | arany      | 300 000‡            |
| Portugália (AFP) | 4× platina | 40 000‡             |
| Spanyolország (PROMUSICAE)                                                                                              | 2× platina | 120 000‡            |
| Svájc(IFPI Switzerland)                                                                                                 | 2× platina | 60 000‡             |
| Egyesült Királyság (BPI)                                                                                                | 2× platina | 1 200 000‡          |
| Egyesült Államok (RIAA)                                                                                                 | platina    | 1 000 000‡          |
| Streaming |            |                     |
| Japán (RIAJ) | 2× platina | 200 000 000†        |
| Világszerte |            | 1 000 000 000       |
| ‡ Eladási+streaming példányszámok kizárólag a minősítés alapján. † Csak streaming számok kizárólag a minősítés alapján. |            |                     |

## Megjelenési történet
| Régió            | Dátum             | Formátum                        | Kiadó                    | For.    |
| ---------------- | ----------------- | ------------------------------- | ------------------------ | ------- |
| Világszerte      | 2024. október 18. | CD digitális letöltés streaming | The Black Label Atlantic | [ 271 ] |
| Olaszország      | 2024. október 18. | Rádiós megjelenés               | Warner Italy             | [ 272 ] |
| Egyesült Államok | 2024. október 22. | Kortárs slágerrádió             | Atlantic                 | [ 273 ] |
| Egyesült Államok | 2024. október 23. | Felnőtt kortárs rádió           | Atlantic                 | [ 274 ] |
| Világszerte      | 2025 március      | 7 hüvelykes bakelitlemez        | The Black Label Atlantic | [ 275 ] |

## Fordítás
Ez a szócikk részben vagy egészben  az   Apt. (song) című angol Wikipédia-szócikk fordításán alapul.  Az eredeti cikk szerkesztőit annak laptörténete sorolja fel. Ez a jelzés csupán a megfogalmazás eredetét és a szerzői jogokat jelzi, nem szolgál a cikkben szereplő információk forrásmegjelöléseként.